# 卡罗尔顿 (肯塔基州)
卡罗尔顿（英語：Carrollton），是美国肯塔基州的一座城市。建立于1794年，面积约为5.2平方公里（2平方英里）。根据2010年美国人口普查，该市的人口为3,938人。